# コルビージャック
コルビージャック（Colby-Jack）は、コルビーチーズとモントレー・ジャックを混ぜ合わせて造られるチーズ。
一般的にコルビージャックは、若くマイルドな味のうちに、満月状ないしは半月状の形で販売される。このチーズはセミハードタイプであり、マイルドから芳醇にかけての味わいがある。
コルビージャックは明るいオレンジと白のマーブル模様をしている。